# Будинок біля Кільцевої дороги
Будинок біля Кільцевої дороги (рос. Дом у Кольцевой дороги) — радянський художній трисерійний телефільм 1980 року, знятий Центральним телебаченням.

## Сюжет
У центрі оповідання історія з Колею Федотовим, учнем того самого ПТУ, де працюють викладачами Ксенія, Саранцев і Семен Золотов, які зняли на літо дерев'яний будиночок на Бузковій вулиці. Через конфлікт з батьком хлопчик іде з рідного дому. Уміння зрозуміти його, по-справжньому допомогти — визначають моральну сутність кожного з персонажів фільму і, в першу чергу, Надії Казимирівни, господині старого будинку.

## У ролях
- Надія Федосова — Надія Казимирівна, господиня старого будинку
- Ольга Гобзєва — Ксенія Анатоліївна, викладачка ПТУ
- Олена Наумкіна — Наталія Володимирівна, дружина Саранцева, секретар
- Василь Бочкарьов — Дмитро Павлович Саранцев, викладач історії в ПТУ
- Борис Сморчков — Семен Петрович Золотов, майстер в ПТУ
- Надія Карпеченко — Олена, подруга Ксенії, студентка педагогічного ВНЗ
- Галина Орлова — Галя Саранцева, дружина Дмитра Павловича, лікар
- Михайло Глузський — Олександр Гнатович Сидоров, директор ПТУ, Герой Соціалістичної Праці
- Володимир Коваль — Федір, старший брат Колі Никифорова, таксист
- Михайло Єфремов — Коля Никифоров, учень ПТУ
- Любов Соколова — Олена Костянтинівна, мати Колі
- Григорій Абрикосов — Борис Васильович, батько Колі
- Альберт Буров — Василь Іларіонович Новіков, працівник управління профтехосвіти
- Алла Покровська — Любов Володимирівна, директор школи
- Людмила Іванова — Марія Валентинівна, мати Ксенії Анатоліївни
- Наталія Миронова — епізод
- Світлана Радченко — епізод
- Олександр Рижков — епізод
- Едда Бамдас — епізод
- Федір Савостьянов — пасажир таксі
- Микола Тріфілов — таксист
- Сергій Тегін — Семенюк, школяр на екскурсії в ПТУ
- Валерій Фролов — майстер в ПТУ
- Парасковія Рибникова — тітка Зіна, працівниця школи
- Олексій Інжеватов — журналіст
- Володимир Мащенко — працівник школи

## Знімальна група
- Режисер — Сергій Євлахішвілі
- Сценаристи — Віктор Ольшанський, Йосип Ольшанський
- Оператор — Борис Лазарев
- Композитор — Іраклій Габелі
- Художники — Лариса Мурашко, Валерія Ямковська